# Preddverje
Preddverje, tudi vestibul, je predsoba ali majhna avla, ki vodi v večji prostor. Je torej nekakšna čakalnica, ki hkrati preprečuje vpogled v dogajanja v naslednjem prostoru in ne nazadnje zmanjšuje toplotne izgube. 
Kot arhitekturni element obstaja že od starega veka. V sodobni arhitekturi je običajno prvi prostor med zunanjimi vrati in notranjostjo stavbe. V rimski arhitekturi je bilo preddverje (latinsko vestibulum) delno zaprto območje med ulico in notranjostjo hiše.

## Anična uporaba

### Antična Grčija
V starogrških templjih so bili navadni predeli. Zaradi takratnih gradbenih tehnik ni bilo mogoče zgraditi velikih razponov. Zaradi tega je bilo veliko vstopnih poti opremljenih z dvema vrstama stebrov, ki so podpirali streho in ustvarjali poseben prostor okoli vhoda.
V starodavnih grških hišah je bil projrum prostor tik pred vrati hiše, ki je pogosto imela Apolonov oltar ali kip ali lovor.
V razkošnih hišah ali palačah je preddverje mogoče razdeliti na tri dele: prothiron (πρόθυρον), thiroreion (θυρωρεῖον, dob. 'vratarska koča') in proaulion (προαύλιον).
Preddverje v starodavnih grških domovih je služilo kot ovira za zunanji svet, hkrati pa je dodatno povečalo varnost, da bi preprečili nezaželen vstop v dom in nezaželen pogled v dom. Prilagoditev preddverja pod pravim kotom zasebnih notranjih prostorov, uporaba vrat in zaves je prinesla varnost in zasebnost. Klasično obdobje je zaznamovalo spremembo potrebe po zasebnosti v grški družbi, kar je na koncu pripeljalo do zasnove in uporabe preddverja v grških domovih.

### Stari Rim
V starodavni rimski arhitekturi, od koder izvira izraz, je preddverje predstavljalo prostor med notranjostjo stavbe in ulico. Rimska hiša je bila običajno razdeljena na dva različna dela. Prvi sprednji del ali javni del je bil predstavljen s predprostorom. V predprostoru sta bili dve sobi, ki sta po navadi služili kot čakalnici ali vhod, kjer so obiskovalci lahko dobili navodila ali informacije. Ob vstopu v rimsko hišo ali domus bi morali pred vhodom v atrij iti skozi preddverje. Struktura je bila mešanica moderne dvorane in verande.

## Cerkvena arhitektura
Od 5. stoletja so preddverje uporabljali v cerkvah tako na vzhodu kot na zahodu.
V katoliških cerkvah ima veža praktični namen. Običajno je to prostorno območje, ki vsebuje cerkvene informacije, kot so literatura, brošure in obvestila o biltenih. V njem je tudi sveta voda za častilce.
V zgodnji krščanski arhitekturi je preddverje zamenjal bolj ekstravagantni atrij ali quadriporticus v korist bolj preprostega območja za hrambo posode s  sveto vodo.

## Arhitektura palače
Preddverje je pogosto v arhitekturi palače. Slog se je v Genovi, Italija,  preoblikoval iz prej skromne zasnove v bolj okrasno strukturo, ki je zadovoljila genovsko aristokracijo, medtem ko je postala vplivna transformacija za italijanske palače. Genovsko preddverje je postalo pomembna značilnost njihove arhitekture palače. Včasih vključeval vodnjak ali velik kip. Genovsko preddverje je bilo veliko in pretirano.